# كاظم آباد (مقاطعة فراهان)
كاظم آباد (بالفارسية: كاظم‌آباد) هي قرية تقع في مركزي في إيران. يقدر عدد سكانها بـ 64 نسمة بحسب إحصاء 2016.